# Empusa pennata
Empusa pennata (Thunberg, 1815) è una mantide della famiglia Empusidae.
Viene chiamata comunemente mantide diavoletto.

## Descrizione
La livrea è screziata e presenta caratteristiche rugosità.

La testa è molto piccola, con una protuberanza tra le due antenne; nel maschio sono presenti lunghe antenne pennate, da cui l'epiteto specifico. Il torace è largo e l'addome piccolo e ricurvo.
Gli adulti sono dotati di ali, assenti nelle ninfe.

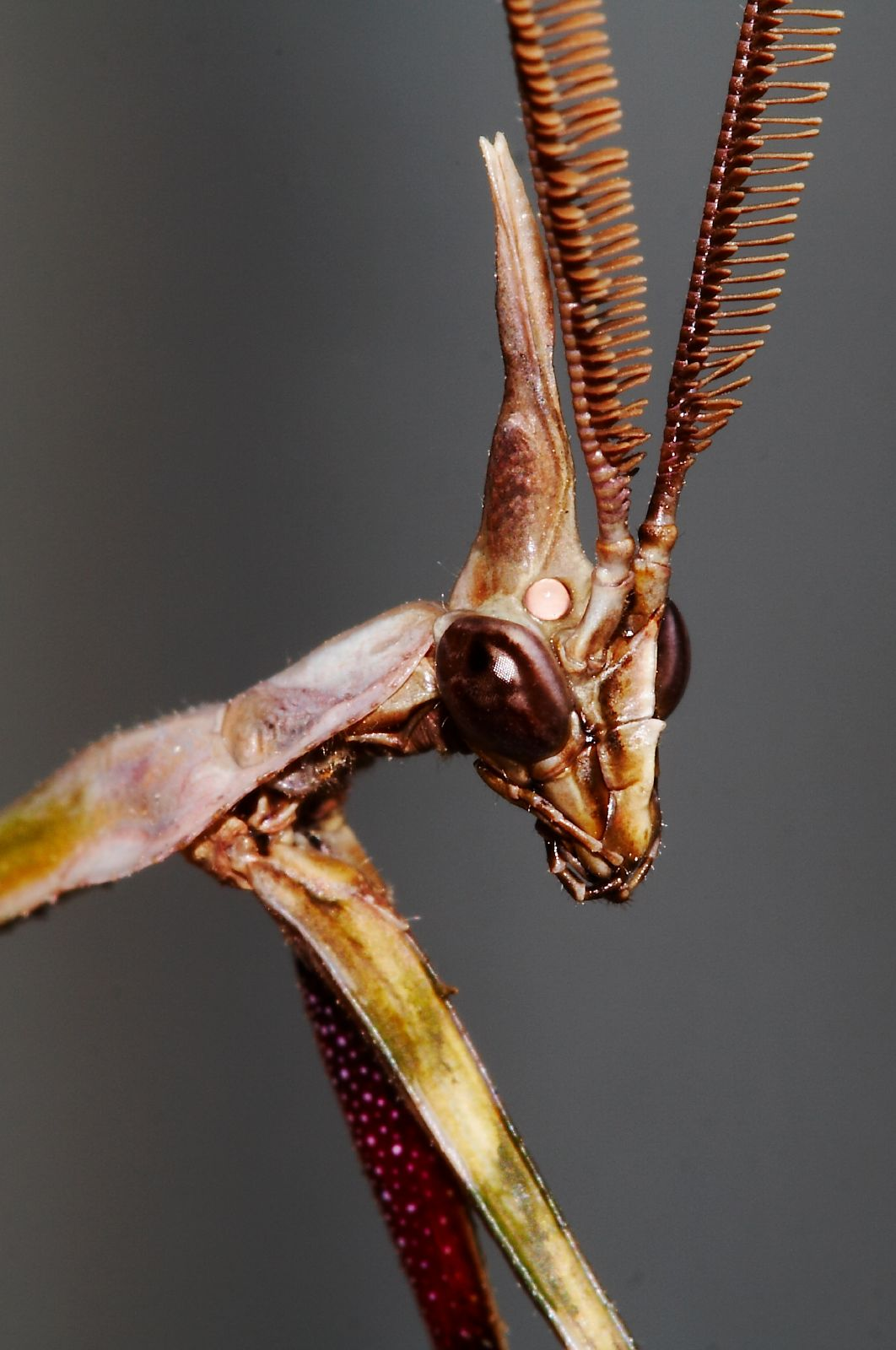
Adulto - Testa maschile
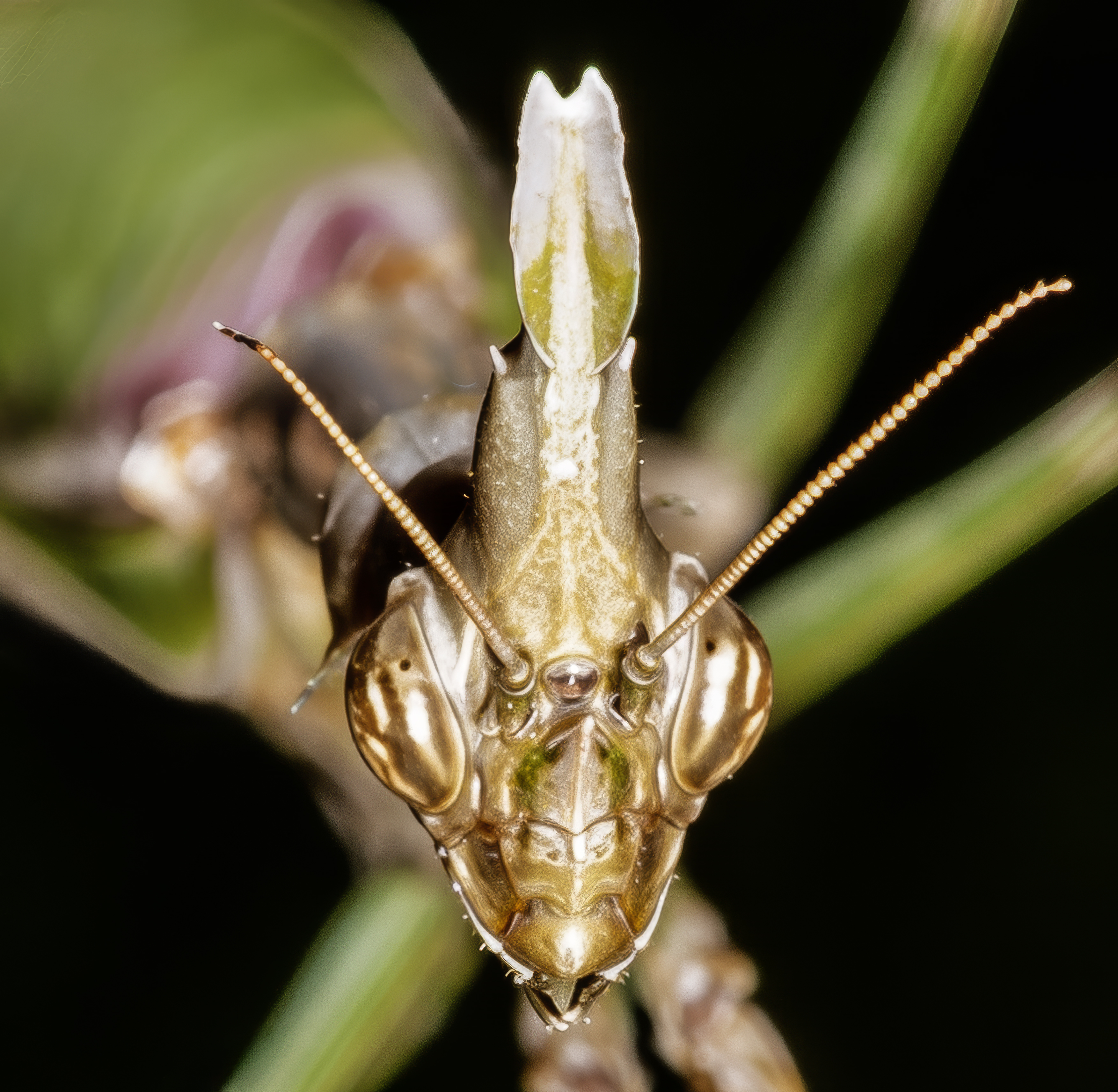
Adulto - Testa femminile

## Distribuzione e habitat
È diffusa generalmente in Nord Africa e in Europa occidentale. In Italia è presente in tutte le regioni del centro/sud ma è anche stata avvistata in regioni del nord come il Piemonte.

Predilige le aree aride e soleggiate con moderata vegetazione che gli possano fornire un buon nascondiglio come piccoli arbusti e fili d'erba.

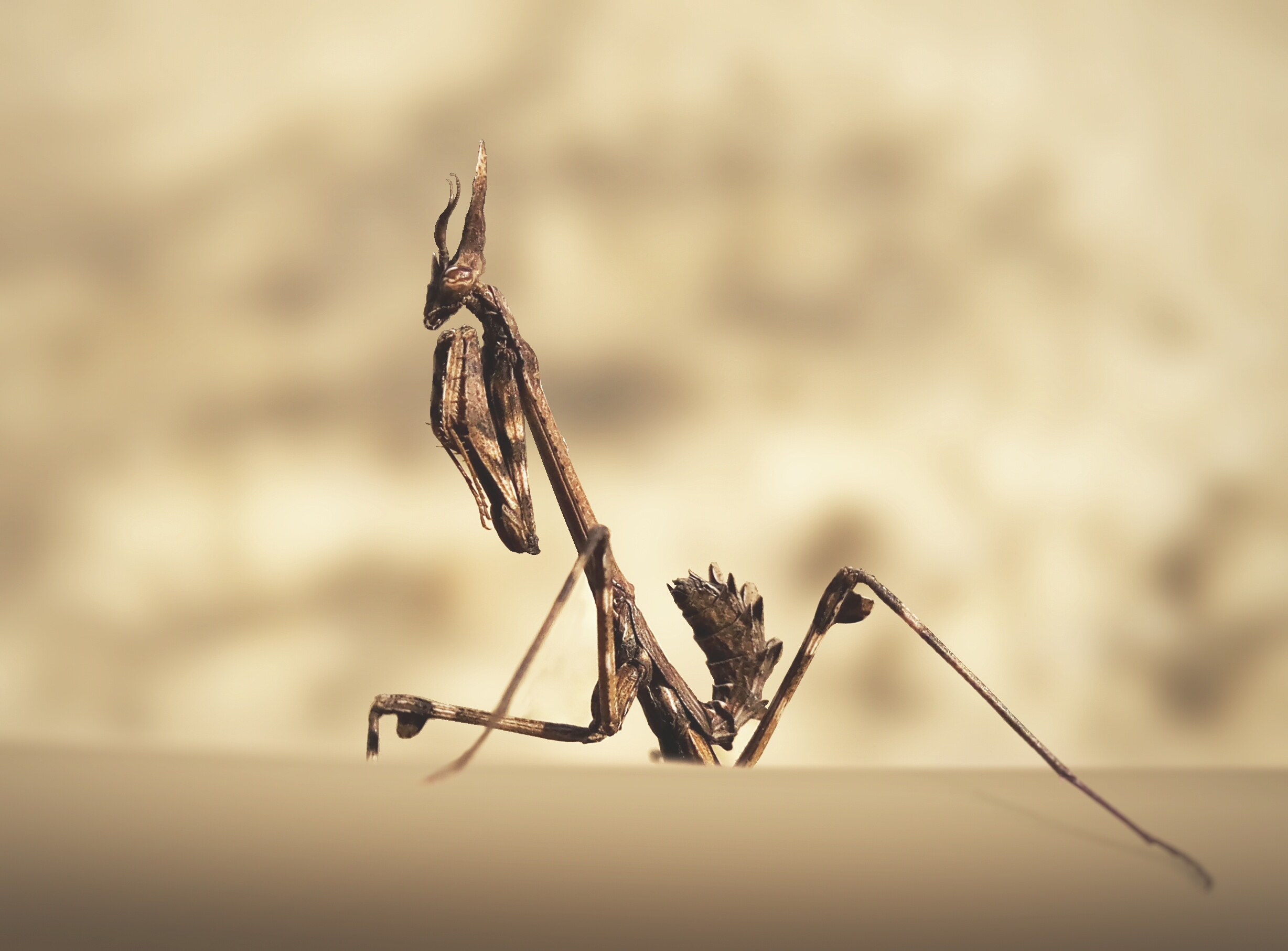
Empusa pennata

## Biologia
A differenza di molte altre mantidi questa specie non pratica il cannibalismo dopo l'accoppiamento (dovuto anche al fatto che maschio e femmina hanno le stesse dimensioni). La femmina depone le uova in una ooteca che viene fissata alle rocce o alla vegetazione e le uova schiudono subito superando l'inverno come neanidi, a differenza di altre specie che superano la stagione fredda allo stadio di uovo.